# Lobeč
Lobeč település Csehországban, a Mělníki járásban. Lobeč Mšeno, Katusice, Vrátno és Nosálov településekkel határos. Lakosainak száma 171 fő (2024. január 1.).

## Népesség
A település lakosságának változását az alábbi diagram mutatja:
| Lakosok száma | 457  | 428  | 369  | 258  | 178  | 139  | 132  | 145  | 162  | 171  |
|               | 1869 | 1900 | 1921 | 1961 | 1980 | 2011 | 2016 | 2019 | 2021 | 2024 |